# POWER (ジャニーズWESTのアルバム)
『POWER』（パワー）は、ジャニーズWESTの9作目のスタジオ・アルバム。2023年3月1日にジャニーズ・エンタテイメントから発売された。

## 概要
前作から1年ぶり9枚目のアルバム。初回盤A・B、通常盤、そしてジャニーズショップオンラインストア限定発売の通販盤の4形態での発売となり、それぞれ収録曲・ジャケット写真ともに異なる。
ジャニーズWESTの持つ表現力や創造力・結束力などのあらゆる力に磨きをかけて制作されたアルバム。2023年1月16日にグループの公式Twitterが更新され、「Mixed Juice」の歌詞から抜粋した「#イイ予感しかない」というハッシュタグと共に、1月23日11時までのカウントダウンが行われている特設サイトのURLが発表され、当日、本作の情報が解禁された。グループ史上最高初週売上を記録した「星の雨」をはじめ、爆発力にあふれた表題曲「POWER」、メンバーの重岡大毅が作詞・作曲したメッセージソング「むちゃくちゃなフォーム」、こやまたくや（ヤバイTシャツ屋さん）提供の「WEST NIGHT」、大橋ちっぽけ提供の「忘れないでいてね」、ズーカラデル提供の「似てないふたり」などを収録している。初回盤AのCDには「アンノウン」「Guilty」「似てないふたり」が収録。DVD・Blu-rayには、「POWER」のミュージック・ビデオとメイキング、「むちゃくちゃなフォーム」のミュージック・ビデオ、ソロアングル、メイキングとスペシャルインタビューの様子が収録されている。初回盤BのCDには松本良喜とティーナ・カリーナ、竹原ピストル、Penthouseがそれぞれ提供したユニット曲3曲が収録。DVD・Blu-rayには、2022年4月23日に行った”8周年生配信トーク＆ライブ「虹会」”の模様が完全収録されている。通常盤にはメンバーの神山智洋が作詞・作曲した「Strike a blow」と「Don't be afraid」「ハルカナレ」、通販盤には「調子っぱずれの僕の歌」「SOUL 2 SOUL〈Special Wind Orchestra Colabo Ver.〉」が収められている他に、『POWERオリジナルTシャツ』と題したグッズが同梱されている。
本作の情報解禁前に、"knees"という謎のアーティストが「膝銀座」という謎の言葉の楽曲と謎の膝動画をTikTokで配信。SNSでダンス・パフォーマンスが人気のパワーパフボーイズが「#膝ダンス」を投稿するなどし、"knees"は誰なのかと話題になっていたが、アルバム情報解禁と共に"knees"がジャニーズWESTであることが明かされ、1月25日からはジャニーズWESTによる「＃膝ダンス」も投稿された。楽曲内のナレーションは友近が担当しており、1月26日放送のラジオ番組『ジャニーズWEST桐山照史・中間淳太のレコメン!』で初オンエアされた。
2月22日から放送が開始された本作のテレビCMスポットにはなかやまきんに君が出演。3月18日から5月24日まで本作を引っ提げた全国アリーナツアー『ジャニーズWEST LIVE TOUR 2023 POWER』を開催しているが、開演前の場内アナウンスもきんに君が担当している。
本アルバムの初回盤A・Bに封入されているID①、②で視聴可能となるジャニーズWEST 9周年生配信トーク＆ライブ「虹会」は、2023年4月23日の22:00より見逃し配信無しで配信されたが、小瀧は体調不良のため出演は見合わせた（事前収録部分のみ出演）。

## 特典

### 仕様・封入特典
初回盤A
- スペシャルパッケージ仕様
- 36Pブックレット
- 9周年生配信トーク&ライブ「虹会」視聴ID①封入

初回盤B
- スペシャルパッケージ仕様
- 36Pブックレット
- 9周年生配信トーク&ライブ「虹会」視聴ID②封入

通常盤
- 24Pブックレット

通販盤
- 7チェンジングジャケット

### 店頭先着特典
- 初回盤A：POWERステッカーA[21]
- 初回盤B：POWERステッカーB[21]
- 通常盤：POWERステッカーC[21]

## 収録曲

### CD
1 - 11曲目は全形態共通で、12曲目以降が異なる。
1. POWER
作詞：中村瑛彦、栗原暁（Jazzin'park）、作曲：中村瑛彦、久保田真悟（Jazzin'park）、編曲：久保田真悟（Jazzin'park）、中村瑛彦、栗原暁（Jazzin'park）
本作のリード曲であり、〈正解も不正解も自分次第さ〉〈生きてくだけで まずは合格だぜ？〉といった言葉が並ぶアップテンポでメロディアスな応援ソング[10][22]。200本近くある『WESTube』の動画の中で「POWER」のMV（YouTube Ver.）は2023年8月時点で人気トップとなっていた[22]。
2. WEST NIGHT
作詞・作曲：こやまたくや（ヤバイTシャツ屋さん）、編曲：ha-j
3. Rewind It Back
作詞・作曲・編曲：PURPLE NIGHT
4. 膝銀座
作詞・作曲・編曲：ミヤケ武器
ミヤケ武器が初めて他のアーティストに提供した楽曲[23]。洒脱なメロディとアレンジが印象的なスマートだが中毒性のあるポップス[24][25]。
5. 恋にて
作詞・作曲・編曲：ARAKI
6. Share The Time
作詞：Yu-ki Kokubo、作曲：Yu-ki Kokubo、Eunsol（1008）、SUNHEE、編曲：Eunsol（1008）、Gou Ishikuro
7. Mood
作詞：D&H（PURPLE NIGHT）、作曲：Adamu Alexander Sjostrando、Tobias Naslund、Maria Marcus、編曲：Tobias Naslund、前田佑
8. 星の雨
作詞・作曲：敬也-amazuti-（KEY TONE）、編曲：生田真心
テレビ東京系ドラマ24『雪女と蟹を食う』主題歌。
9. We're the one
作詞・作曲：川口進、坂室賢一、編曲：井上薫
ヤマザキ『ランチパック』「部活」篇CMソング[26]。ロックの要素は抑えめなアップテンポな楽曲[10]。
10. むちゃくちゃなフォーム
作詞・作曲：重岡大毅、編曲：久保田真悟（Jazzin'park）
大サビに向けてメンバーがソロで歌い繋いでいく歌割りになっている[22]。MVには伊藤淳史が出演[9]。
11. 忘れないでいてね
作詞・作曲：大橋ちっぽけ、編曲：岩崎隆一

#### 初回盤A
1. アンノウン
作詞：栗原暁（Jazzin'park）、作曲：久保田真悟（Jazzin'park）、栗原暁（Jazzin'park）、編曲：久保田真悟（Jazzin'park）
2. Guilty
作詞・作曲・編曲：渡辺拓也
3. 似てないふたり
作詞：吉田崇展、作曲・編曲：ズーカラデル

#### 初回盤B
1. 真っ直ぐ - 桐山照史・神山智洋
作詞：ティーナ・カリーナ、作曲・編曲：松本良喜
切ない別れを歌うバラード[25]。
2. ぼくらしく - 重岡大毅・藤井流星
作詞・作曲：竹原ピストル、編曲：河野圭
竹原ピストルが初めて他のアーティストに提供した楽曲[25]。
3. エゴと一途 - 中間淳太・濵田崇裕・小瀧望
作詞・作曲：Penthouse、編曲：TARO MIZOTE、須田悦弘（Reric Lyric，inc）
本作の発売日である3月1日には「#エゴと一途」がTwitterでトレンド入りした[27]。

#### 通常盤
1. Strike a blow
作詞・作曲：神山智洋、編曲：MUTEKI DEAD SNAKE
2. Don't be afraid
作詞：MORISHIN、作曲：MORISHIN、REO、編曲：REO
テレビ東京系ドラマプレミア23『警視庁考察一課』エンディングテーマ[28]。
3. ハルカナレ
作詞：岩越涼太、作曲：川口進、佐原康太、兼松衆、編曲：井上薫
近鉄不動産 あべのハルカス CMソング[29]。

#### 通販盤
1. 調子っぱずれの僕の歌
作詞・作曲：浅利進吾、編曲：井上薫
2. SOUL 2 SOUL〈Special Wind Orchestra Collab Ver.〉
作詞：Kanata Okajima、栗原暁（Jazzin'park）、作曲：Kanata Okajima、久保田真悟（Jazzin'park）、栗原暁（Jazzin'park）、編曲：久保田真悟（Jazzin'park）、村田陽一
19thシングル『星の雨』収録曲の特別版。

### Blu-ray / DVD

#### 初回盤A
約63分収録。
1. 「POWER」Music Video,Making
2. 「むちゃくちゃなフォーム」Music Video,Music Video〈Lip Sync Ver.〉,Making & Special Interview

#### 初回盤B
約82分収録。
- ジャニーズWEST 8周年生配信トーク&ライブ「虹会」[13]
  1. OVERTURE
  2. Mixed Juice
  3. サムシング・ニュー
  4. MC
  5. 涙腺
  6. じゃあね
  7. MC
  8. Contrails
  9. つばさ
  10. MC
  11. アンジョーヤリーナ

## チャート成績
初週24.9万枚を売り上げ、2023年3月13日付オリコン週間アルバムランキングで初登場1位を獲得。『rainboW』の初週売上24.6万枚を超える自己最高売上を記録し、アルバム通算8作目の首位獲得となった。